# Диліївка (село)
Дилі́ївка — село Костянтинівської міської громади Краматорського району Донецької області, України.

## Загальні відомості
Відстань до центру громади становить близько 16 км і проходить автошляхом місцевого значення. Селом протікає річка Баламутка, притока Наумихи. Землі Диліївки межують із територією селища Диліївка Торецької міської ради та селища Озерянівка Горлівської міської ради Донецької області.

## Історична довідка
Поселення Петровка, згідно з відомостями 1886 року, була заселена Петром Плещеєвим, після того як він отримав землі в районі Олександро-Шультинської волості 1803 року. Петровка була заселена переселенцями-добровольцями та купленими ним селянами в Харківській губернії та Слов’яносербському повіті.
У списку населених пунктів повіту 1863 року по праву сторону поштової дороги Бахмут-Маріуполь значиться власницьке село Петровка (Піщанка) при річці Бахмутка у 18 верстах від Бахмута. Тут у 16 дворах проживало 28 чоловіків та 27 жінок.
У статистичних відомостях Бахмутського повіту від 1886 року Петровка розташовується в 15 верстах від Бахмута та 4 верстах від найближчої залізничної станції (Диліївка). Тут проживало 85 мешканців (47 чоловіків та 38 жінок). Грамотними значаться 4 чоловіка та 1 жінка. Серед підприємців значиться один промисловець. Також значаться 18 волів, 7 коней, 31 голова великої рогатої худоби та 56 малої.
На мапі 1888 року поселення значить як Петровка (Піщанка) на річці Баламутка, неподалік розташовується безіменний хутір.
У списку населених пунктів Бахмутського повіту від 1911 року Петровка 1 (Піщанка) належить до Сантуринівської волості. Тут у 24 дворах проживають 99 чоловіків та 94 жінки. 
1926 року хутір Петрівка №1 увійшов до складу новоутвореної Олександро-Шультинської сільської ради, якій також підпорядкували: село Олександро-Шультине, хутір Кам’яноватський, хутір Наумиха, хутір Ново-Артемівськ (Біла Гора), хутір Ново-Павлівка, колонія Шультине, залізнична станція Диліївка, залізничний блокпост Шультине та залізнична будка №985.
На хуторі Петрівка №1 в 17 км від Костянтинівки проживало 133 мешканця (68 чоловіків та 65 жінок). Всі вони зазначені, як українці.
Першою документальною згадкою про Ближню Диліївку є перепис 1936 року. Хутір Ближня Диліївка підпорядковувався Диліївській сільській раді, до якої також входили: хутір Біла Гора, хутір Дальня Диліївка, хутір Петрівка та хутір Піщановка.
Першою появою Ближньої Диліївки на картографічній продукції є мапа від 1938 року.
1956 року об’єднане колективне господарство Олександро-Шультиного та Ближньої Диліївки носило назву артіль «імені Жданова», яку об’єднують з артіллю «імені Петровського» (на базі Іванопілля) в один колгосп «імені XX з’їзду КПРС».
1960 року під керівництвом голови колгоспу «імені XX з’їзду КПРС» Абрама Борисовича Сорокина почалося будівництво нової Диліївської школи. 1963 року школа було готова та прийняла перших учнів. Директором призначено Дмитра Федоровича Балаша. У школі навчалося 300 дітей.
1970 року в селі побудовано великий Будинок культури.
2021 року було підтримане рішення утворити на землях Костянтинівської громади ландшафтний заказник місцевого значення «Балка Диліївська», який має зайняти площу в 31 га.

## Населення
За даними перепису 2001 року населення села становило 402 особи, з них 42,79 % зазначили рідною мову українську та 57,21 % — російську.

## Відомі люди
- Догаєв Володимир Іванович — Герой Радянського Союзу.